# Božiček
Božiček (Santa Claus, Santa, Weihnachtsmann, Babbo Natale, Père Noël) je novodobna mitološka osebnost, ki obdaruje pridne otroke na sveti večer (24. december) ali na božično jutro (25. december).
Moderni božiček je sicer nastal kot sinteza običajev v Združenih državah Amerike. Nanj so kot skupek različnih kultur in tradicij podob in likov odločilno vplivali: Nikolaj iz Mire (270–343 n. š.), zgodnje krščanski škof (Miklavž) iz antične Grčije ali današnje Turčije, britanski lik Father Christmas iz 17. stoletja in nizozemska figura Sinterklaas s podobo iz knjige Jana Schenkmana "Sv. Nikolaj in njegov služabnik" (1850), ki prav tako izvira iz sv. Nikolaja.

## Zgodovina

### Izvor
Nizozemski priseljenci so v Ameriki praznovali svetega Miklavža na podoben način, kot običaj poznamo na Slovenskem. Temu praznovanju so se priključila nekatera druga izročila zlasti iz Skandinavije. Tudi samo ime Santa Claus izvira iz nizozemščine in pomeni svetega Nikolaja (MIklavža). Nizozemski "Sant-Niklas" je postal SanterKlas in kasneje angleško-nizozemska jezikovna skovanka Santa Claus.

### 19. stoletje
Nastal je novodobni mit, ki je bil verjetno prvič objavljen v letu 1823 pod naslovom The Night before Christmas (Noč pred božičem). Avtor pesmi ni točno znan, najpogosteje pa v zvezi s tem omenjajo Clementa Clarka Moora in Henryja Livingstona Jr. V pesmi se Božiček prevaža na sankah, ki jih po zraku vlečejo severni jeleni. V pesmi so zapisana celo imena severnih jelenov, a med njimi ni Rudolfa. Jelenček Rudolf se je pojavil prvič šele v letu 1939 v pesnitvi Roberta L. Maya, ki je bila podlaga za znano popevko Johnnyja Marksa: Rudolph, the Red-Nosed Reindeer (Rudolf, jelenček z rdečim nosom).

### 20. stoletje
V letu 1931 je risar Haddon Sundblom v reklamni akciji podjetja Coca-Cola prvič narisal Božička v rdečih oblačilih z belo obrobo. Ta podoba je kmalu postala svetovni standard za Božička in s tem neplačan reklamni agent za Coca-Colo. Mit o Božičku se je razširil iz Amerike tudi v druge dežele sveta, zlasti s pomočjo ameriških filmov in glasbe ter trgovin.
V Sloveniji v preteklosti Božiček v zgoraj predstavljeni obliki sploh ni bi znan - na božič so Slovenci praznovali dan Jezusovega rojstva. Le ponekod se je med Slovenci prijel nemški običaj, da na božič otroke obdaruje Kristkindl (nemško: Christkind - Dete Kristus), ki so ga včasih poslovenjeno imenovali tudi Božiček (tj. Mali Bog oziroma Dete-Bog). Pesem v reviji Cicibanu leta 1949 (št. 4, str. 56–57) omeni tovrstnega Božička: »[...] A nekdanji je božiček ves drugačen bil možiček [...].«
Pozneje vera ni bila zaželena v javnosti, zato tudi niso bila dovoljena javna praznovanja božiča v nobeni obliki. Edini mitološki dobrotnik, ki ga je komunistična oblast dovoljevala, je bil iz Sovjetske zveze uvoženi in poslovenjeni Dedek Mraz. Ob razpadu Jugoslavije so k nam prišli tudi vsi ameriški komercialni prazniki, vključno z ameriškim božičem in Božičkom. V zadnjih letih je Božiček razširjen zlasti med neverujočimi, sveti Miklavž pa med verujočimi Slovenci. Kljub pojavu Božička je Dedek Mraz še vedno prisoten predvsem v šolah in vrtcih, pogost pa je tudi v podjetjih (obdarovanje otrok zaposlenih) in na javnih prireditvah za otroke v večjih mestih.

## Primerjava z Miklavžem in Dedkom Mrazom
- Domovanje: Božiček stanuje na severnem tečaju (ali na skrajnem severu Skandinavije), Dedek Mraz pod Triglavom.
- Datum: Božiček obdaruje otroke na božični večer - 24. decembra ali na božično jutro - 25. decembra, Dedek Mraz pa za novo leto.
- Oblačila: Oblečen je v oblačila rdeče barve z belo krzneno obrobo, Dedek Mraz pa v dolg plašč z ornamenti in polhovko.
- Spremstvo: Spremljajo ga palčki.
- Prevoz: Pripelje se sanmi, ki jih po zraku vlečejo severni jeleni. Prvi v vpregi je jelenček Rudolf.

## Galerija
- Thomas Nast (1881) je s pomočjo pesmi "A Visit from St. Nicholas" (1823, Clement Clarke) ustvaril prvo moderno podobo božička iz katere je črpal tudi Haddon Sundblom
- "Sv. Nikolaj in njegov služabnik" (1850, Jan Schenkman); Sinterklaas
- Sv. Nikolaj (270–343 n.š.)